# Ion Neculce (Iași)
Pour l’article homonyme, voir Ion Neculce.
Ion Neculce est une commune roumaine située dans le județ de Iași.